# Мельники (Жмеринский район)
Мельники (укр. Мельники) — посёлок, входит в Жмеринский район Винницкой области Украины.
Население по переписи 2001 года составляло 22 человека. Почтовый индекс — 23121. Телефонный код — 04332. Занимает площадь 0,13 км². Код КОАТУУ — 521086006.

## Местный совет
23121, Вінницька обл., Жмеринський р-н, с. Стодульці, вул. Леніна